# Janów (gmina w województwie śląskim)
Janów (do 1952 gmina Potok Złoty) – gmina wiejska w Polsce położona w województwie śląskim, w powiecie częstochowskim. W latach 1975–1998 gmina administracyjnie należała do województwa częstochowskiego. 
Siedziba gminy to Janów, który w latach 1696-1870 posiadał prawa miejskie.
Według danych z 30 czerwca 2004 gminę zamieszkiwało 6066 osób. Natomiast według danych z 31 grudnia 2017 roku gminę zamieszkiwało 5979 osób.

## Struktura powierzchni
Według danych z roku 2002 gmina Janów ma obszar 146,96 km², w tym:
- użytki rolne: 45%
- użytki leśne: 50%

Gmina stanowi 9,67% powierzchni powiatu.

## Demografia

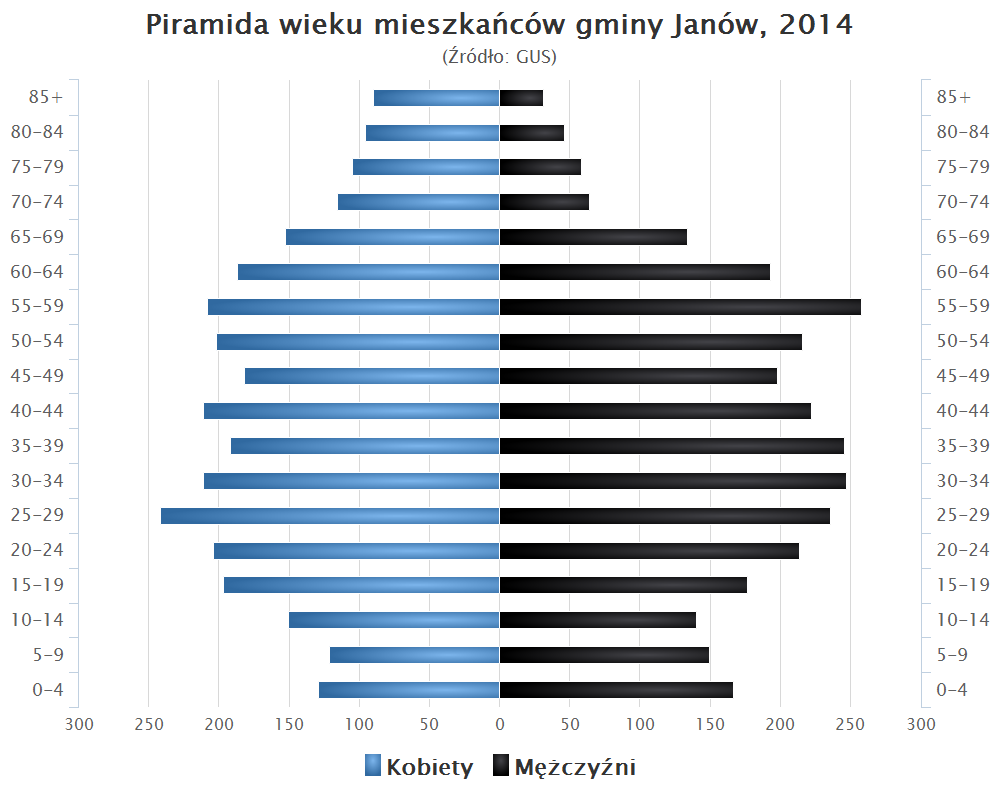
Piramida wieku mieszkańców gminy Janów w 2014 roku

Dane z 30 czerwca 2004:
| Opis                              | Ogółem | Ogółem | Kobiety | Kobiety | Mężczyźni | Mężczyźni |
| --------------------------------- | ------ | ------ | ------- | ------- | --------- | --------- |
| jednostka                         | osób   | %      | osób    | %       | osób      | %         |
| populacja                         | 6066   | 100    | 3030    | 50      | 3036      | 50        |
| gęstość zaludnienia (mieszk./km²) | 41,3   | 41,3   | 20,6    | 20,6    | 20,7      | 20,7      |

## Sołectwa
Apolonka, Bystrzanowice, Bystrzanowice-Dwór, Czepurka, Góry Gorzkowskie, Hucisko, Janów, Lgoczanka, Lipnik, Lusławice, Okrąglik, Pabianice, Piasek, Ponik, Siedlec, Skowronów, Sokole Pole, Śmiertny Dąb, Teodorów, Zagórze, Złoty Potok, Żuraw.

## Pozostałe miejscowości
Apolonka-Leśniczówka, Bogdaniec, Bukówka, Cichy, Dąbrowa-Łazy, Dziadówki-Leśniczówka, Julianka-Nadleśnictwo, Kamienna Góra, Lipnik-Gajówka, Łączki, Ostrów-Leśniczówka, Parkowe-Leśniczówka, Sygontka-Leśniczówka, Śmiertny Dąb-Leśniczówka, Teodorów-Gajówka.

## Transport

### Drogowy
Przez gminę Janów przebiegają następujące drogi krajowe i wojewódzkie:
- 46 Kłodzko - Paczków - Otmuchów - Nysa - Niemodlin - Opole - Ozimek - Dobrodzień - Lubliniec - Częstochowa - Olsztyn - Szczekociny
- 793 Siewierz - Myszków - Żarki - Janów - Przyrów - Święta Anna

W gminie przejeżdżają drogi powiatowe:
| Numer drogi | Przebieg                                                                                           | Długość drogi w (km) |
| ----------- | -------------------------------------------------------------------------------------------------- | -------------------- |
| 1014S       | Złoty Potok - Gorzków Nowy - Brzeziny - Postaszowice - Niegowa                                     | 3,7                  |
| 1016S       | Bystrzanowice - Bystrzanowice-Dwór - Mzurów - Niegowa                                              | 3,4                  |
| 1039S       | Mokrzesz - Żuraw - Lipnik - Zalesice                                                               | 7,524                |
| 1040S       | Częstochowa, Zawodzie-Dąbie (DK46) - Srocko - Brzyszów - Małusy Małe - Małusy Wielkie - Kobyłczyce | 0,35                 |
| 1041S       | Małusy Wielkie - Zagórze - Żuraw                                                                   | 4,002                |
| 1066S       | Zrębice - Krasawa - Siedlec - DW793                                                                | 5,5                  |
| 1093S       | Żuraw - Lusławice - Czepurka - Piasek                                                              | 5,929                |
| 1101S       | Konstantynów - Teodorów - Sokole Pole - Bystrzanowice (DK46)                                       | 3,933                |
|             | | 34,338               |

## Turystyka
Warto zobaczyć:
- Bystrzanowice-Dwór

1. Dwór
2. Rezerwat przyrody Bukowa Kępa

- Janów

1. Kościół Niepokalanego Poczęcia NMP
2. Cmentarz żydowski - kirkut

- Ostrężnik

1. Rezerwat przyrody Ostrężnik
2. Ruiny zamku Ostrężnik
3. Jaskinia Ostrężnicka pod zamkiem

- Piasek

1. Park Miniatur Zamków Jurajskich "Jurajski Gród"

- Siedlec

1. Pustynia Siedlecka
2. Jaskinia na Dupce

- Złoty Potok

1. Dworek Zygmunta Krasińskiego (Muzeum Regionalne)
2. Pałac Raczyńskich z parkiem
3. Kościół św. Jana Chrzciciela
4. Drewniany młyn
5. Ostańce: Diabelskie Mosty, Brama Twardowskiego, Skała z Krzyżem
6. Rezerwat przyrody Parkowe
7. Jaskinia Grota Niedźwiedzia
8. Źródła: Zygmunta, Elżbiety, Spełnionych Marzeń
9. Stawy: Zygmunta, Irydion, Nocy Letniej

- Żuraw

1. Kościół św. Bartłomieja

## Sąsiednie gminy
Lelów, Mstów, Niegowa, Olsztyn, Przyrów, Żarki